# Wackelaugen

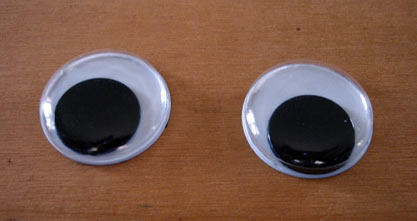
Klassische Wackelaugen

Als Wackelaugen bezeichnet man ein beliebtes Spielzeug und Bastelmaterial in Gestalt angedeuteter menschlicher Augen.

## Beschreibung
Klassische Wackelaugen sind rund oder oval, haben eine weiße (selten andersfarbige) Rückwand und davor eine durchsichtige Schale. In dem Hohlraum, der mit Luft oder einer klaren Flüssigkeit gefüllt sein kann, befindet sich ein bewegliches, kreisrundes, schwarzes Objekt, das wahlweise Iris und Pupille oder nur eine Pupille imitieren soll. Zusammen mit dem weißen Hintergrund als Imitation der weißen Augenhaut ergibt sich das Bild eines beweglichen Auges, was strenggenommen eine Pareidolie darstellt. Wackelaugen bestehen meist aus Plastik, seltener aus Glas. Auf der Rückseite ist häufig eine selbstklebende Schicht angebracht, um die Wackelaugen auf ein Objekt kleben zu können. Der Größe der Wackelaugen sind dabei kaum Grenzen gesetzt.

## Geschichte

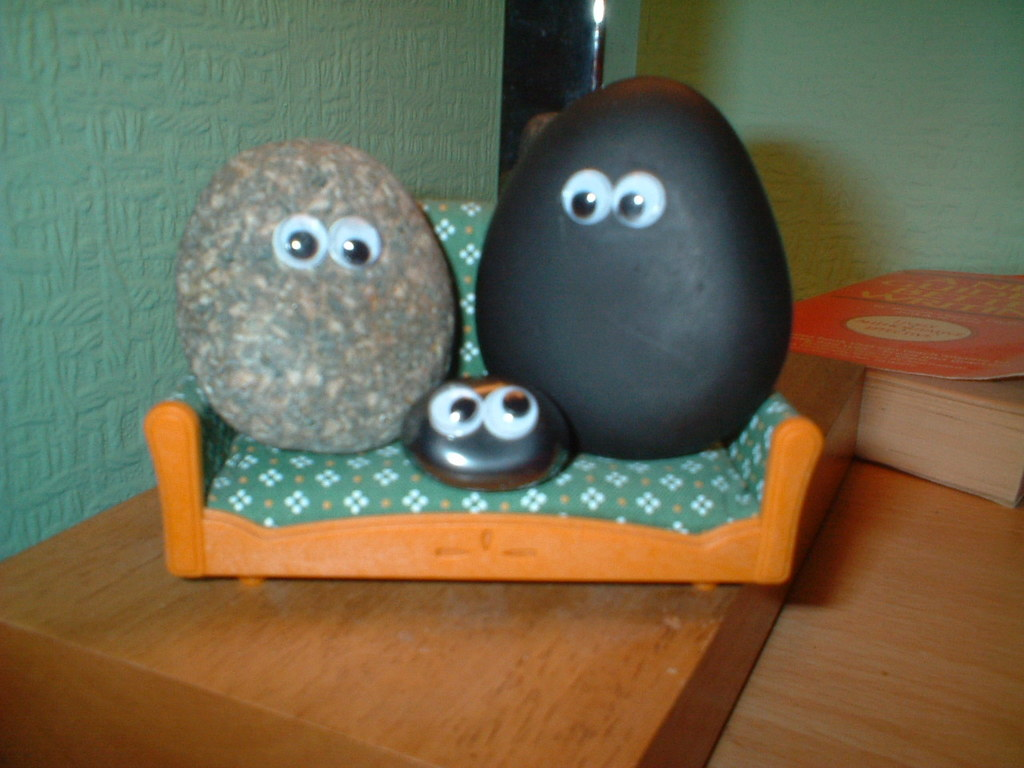
Pet Rocks mit Wackelaugen

Wackelaugen beruhen auf den bekannten gezeichneten Kulleraugen, die wohl als Inspiration dienten. Eine mögliche Inspirationsquelle nennt die Comicserie Barney Google and Snuffy Smith aus der Zeit um 1919. Sie war von dem Zeichner Billy DeBeck geschaffen worden. Die namensgebende Hauptfigur Barney hat markante Kulleraugen. Es ist jedoch unbekannt, wann und wo genau die Wackelaugen als Bastel- und Dekorationsmaterial erfunden wurden. Auch ihr geistiger Schöpfer ist unbekannt. Als gesichert gilt, dass die klassischen Wackelaugen um 1969 von Tom Blundell, einem Mitarbeiter des US-amerikanischen Spielzeugherstellers Bipo Inc., populär gemacht wurden. Blundell soll sie gemäß eigenen Angaben erstmalig an dem Spielzeug „Weepul“, einem pomponartigen Stoffmaskottchen angeklebt haben – aus Langeweile. Dies legt zumindest nahe, dass es Wackelaugen als Bastelmaterial schon länger gegeben hat. In den 2000er-Jahren erlebten die Wackelaugen einen neuen Aufschwung mit dem Trend des „Eye-bombings“, bei dem Wackelaugen in der Öffentlichkeit auf Gehwegen und in Fußgängerzonen an Verkehrsschilder, Plakate und sogar Hydranten geklebt wurden.

## Einsatz

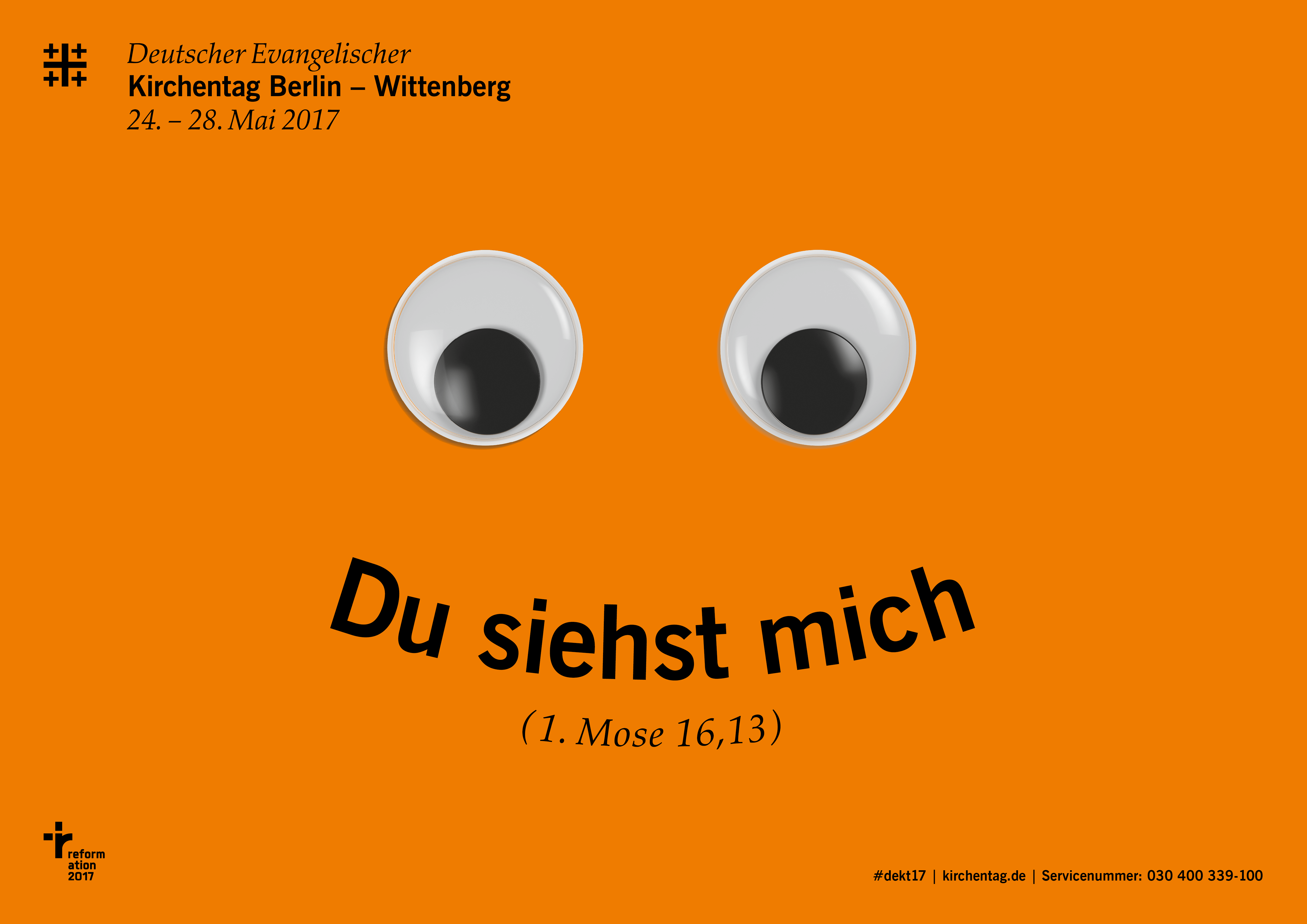
Plakat zum 36. Deutschen Evangelischen Kirchentag 2017 mit dem Motto „Du siehst mich“

Wackelaugen sind ein beliebtes Bastel- und Dekorationselement. Der Auswahl des Anbringungsortes sind dabei kaum Grenzen gesetzt: auf Porträtfotos, Postkarten, Sockenpuppen, Fingerpuppen, Tragetaschen oder gar auf Zimmerpflanzen (vorzugsweise kleinen Kakteen). Auch auf bemalten Dekosteinen werden sie angebracht (sogenannte Pet Rocks). Eine erweiterte Version findet sich auf Scherzbrillen, bei denen die Wackelaugen an elastischen Sprungfedern befestigt sind.
Auch bei Film- und Theaterpuppen werden Wackelaugen eingesetzt, meist, um sie kinderfreundlich und lustig zu gestalten. Ein bekanntes Beispiel dafür ist das „Krümelmonster“ aus der Sesamstraße.
Wackelaugen dienen normalerweise allein dem Zweck der Unterhaltung und der Belustigung. In der Pädiatrie und Psychiatrie werden sie eingesetzt, um beispielsweise kleinen Kindern die Angst vor fremden Blicken und den eigenen Augen zu nehmen (zum Beispiel beim Blick in einen Spiegel), aber ebenso, um Darstellungen und Objekte, vor denen sich Kinder fürchten, zu verniedlichen und positiv zu verharmlosen. Wackelaugen werden allerdings gelegentlich auch als unheimlich wahrgenommen, weil sie dem Betrachter überall hin zu folgen scheinen.